# Friendship (Arkansas)
Friendship é uma cidade  localizada no estado americano de Arkansas, no Condado de Hot Spring.

## Demografia
Segundo o censo americano de 2000, a sua população era de 206 habitantes.
Em 2006, foi estimada uma população de 214, um aumento de 8 (3.9%).

## Geografia
De acordo com o United States Census Bureau, a localidade tem uma área de 1,9 km², sem área coberta por água.

## Localidades na vizinhança
O diagrama seguinte representa as localidades num raio de 24 km ao redor de Friendship.